# Bembidion postremum
Bembidion postremum är en skalbaggsart som beskrevs av Thomas Say 1834. Bembidion postremum ingår i släktet Bembidion och familjen jordlöpare. Inga underarter finns listade i Catalogue of Life.